# Lalage nigra
El oruguero pío (Lalage nigra) es una especie de ave paseriforme de la familia Campephagidae que habita en el sureste asiático.

## Descripción
El oruguero pío mide alrededor de 18 cm de largo. El macho tiene las partes inferiores blancas y sus partes superiores son negras, excepto el obispillo que es blanquecino y una amplia lista blanca en las alas. La hembra tiene la espalda y el píleo pardo grisáceos en lugar de negros, y presenta un tenue listado pardo en las partes inferiores y el obispillo blancos. Se distingue del oruguero blanquinegro por presentar listas superciliares blancas (algo listadas en la hembra) y ser de menor tamaño.

## Distribución y hábitat
Se encuentra en el sur de la península malaya y las islas de Filipinas, Sumatra, Borneo, el oeste de Java e islas menores aledañas; distribuido por  Tailandia, Indonesia, Malasia, Brunéi, Singapur y Filipinas.
Su hábitat natural son las arboledas abiertas y las zonas de matorral.